# Смит, Лейн
Уолтер Лейн Смит III (англ. Walter Lane Smith III; 29 апреля 1936 — 13 июня 2005) — американский актёр.

## Биография
Лейн Смит родился в Мемфис, Штат Теннесси. Окончил учёбу The Leelanau School в Глен Арбор, штат Мичиган, и провел один год в The Hill School в Потстоун, Пенсильвания перед уходом на учёбу в Актёрскую студию.

### Карьера
После окончания учёбы, он нашёл постоянную работу в Нью-Йоркском театре. В 1970-х, он регулярно выступал в небольших киноролях, включая фильм Рустер Когберн и Телесеть. В 1981 году он снялся в фильме Сидни Люмета Принц города.
Он сделал большой прорыв в 1984 году сыграв значительную роль в фильмах «Красный рассвет», «Места в сердце» и телесериале «V». Он также принимал участие в сериале «Quincy, M.E.». В 1989 году Смит получил большое признание за роль бывшего президента Ричарда Никсона в документальной драме «The Final Days», Newsweek высоко оценил роль Смита.
В 1990 году он снялся в фильме «Эйр Америка» где сыграл роль сенатора. Два года спустя, он сыграл роль окружного прокурора в фильме Мой кузен Винни, затем и роль тренера в фильме Могучие утята. В 1993-м Смит получил одну из главных ролей в популярном телесериале Лоис и Кларк: Новые приключения Супермена, где сыграл в 84 эпизодах на протяжении четырёх сезонов. Последним фильмом Лейна Смита стала «Легенда Багера Ванса» с Уиллом Смитом и Мэттом Деймоном в 2000-м, после чего актёр снимался только для ТВ.

### Смерть
У Смита был поставлен диагноз боковой амиотрофический склероз в апреле 2005 году. Он умер от болезни в своем доме в Нортридже (штат Калифорния) 13 июня 2005 года в возрасте 69 лет.